# 71669 Dodsonprince
71669 Dodsonprince è un asteroide della fascia principale. Scoperto nel 2000, presenta un'orbita caratterizzata da un semiasse maggiore pari a 3,1686064 au e da un'eccentricità di 0,1570871, inclinata di 15,24020° rispetto all'eclittica.